# Renata Zienkiewicz
Renata Zienkiewicz tidigare Tutkowska, född 9 april 1967 i Kościerzyna i Polen är en före detta polsk och tysk handbollsspelare. Hon blev världsmästare med det tyska landslaget 1993.

## Karriär
Renate Zienkiewicz spelade som vänsternia. Hon började spela 1982 i klubben Start Gdańsk. Med den klubben vann hon det polska juniormästerskapet 1984. Klubben uppflyttades till första ligan i Polen 1985 och vann ett brons i det polska mästerskapet 1988. År 1988 flyttade hon till Tyskland utan något kontrakt med en handbollsklubb. Säsongen 1989/1990 blev hon spelare i TV Lützellinden och vann det tyska mästerskapet med detta lag. Efter ett års uppehåll på grund av att hon var gravid spelade hon från 1991 till 1998 för TuS Walle Bremen. Klubben vann tyska mästerskapet fyra gånger 1992, 1994, 1995, och 1996. Sammanlagt vann hon fem tyska mästerskapstitlar och fyra DHB-cuper. Hon spelade senare även för de mindre klubbarna SC Germania List  från 1998 till 2000, SC Buntekuh 2000-2004 och SV Eidelstedt 2004-2005. Hon vann också cupvinnarcupen 1994 med Bremenlaget.

## Landslagskarrär
1985 vann Renate Zienkiewicz en bronsmedalj i ungdoms-VM med det polska ungdomslandslaget. Hon debuterade i Polens damlandslag i handboll den 24 september 1986 i en vänskapsmatch mot Österrike. Hon spelade sedan i VM 1986 där Polen kom på trettonde plats och fick året efter spela i B-VM  där Polen placerade sig som sjua. Hennes sista match för Polen spelade hon den 6 november 1988 i en vänskapsmatch mot Österrike. Totalt spelade hon på två år 48 matcher i Polens landslag och gjorde 151 mål. 
1993 blev hon uttagen till det tyska landslaget. Med Tysklands damlandslag i handboll den tidigare polska spelaren en stor framgång. 1993 blev hon världsmästare då Tyskland besegrade  Danmark i finalen med 22-21. Året efter 1994 blev hon silvermedaljör vid EM i Tyskland. Inför OS i Atlanta 1996 blev hon skadad och kunde inte spela turneringen. Totalt spelade hon 52 landskamper för det tyska landslaget. Renate Zienkiewicz spelade sammanlagt 90 landskamper för det polska och tyska landslaget.